# Duplachionaspis hova
Duplachionaspis hova är en insektsart som först beskrevs av Mamet 1951.  Duplachionaspis hova ingår i släktet Duplachionaspis och familjen pansarsköldlöss.
Artens utbredningsområde är Madagaskar. Inga underarter finns listade i Catalogue of Life.